# 3D-zebrapad

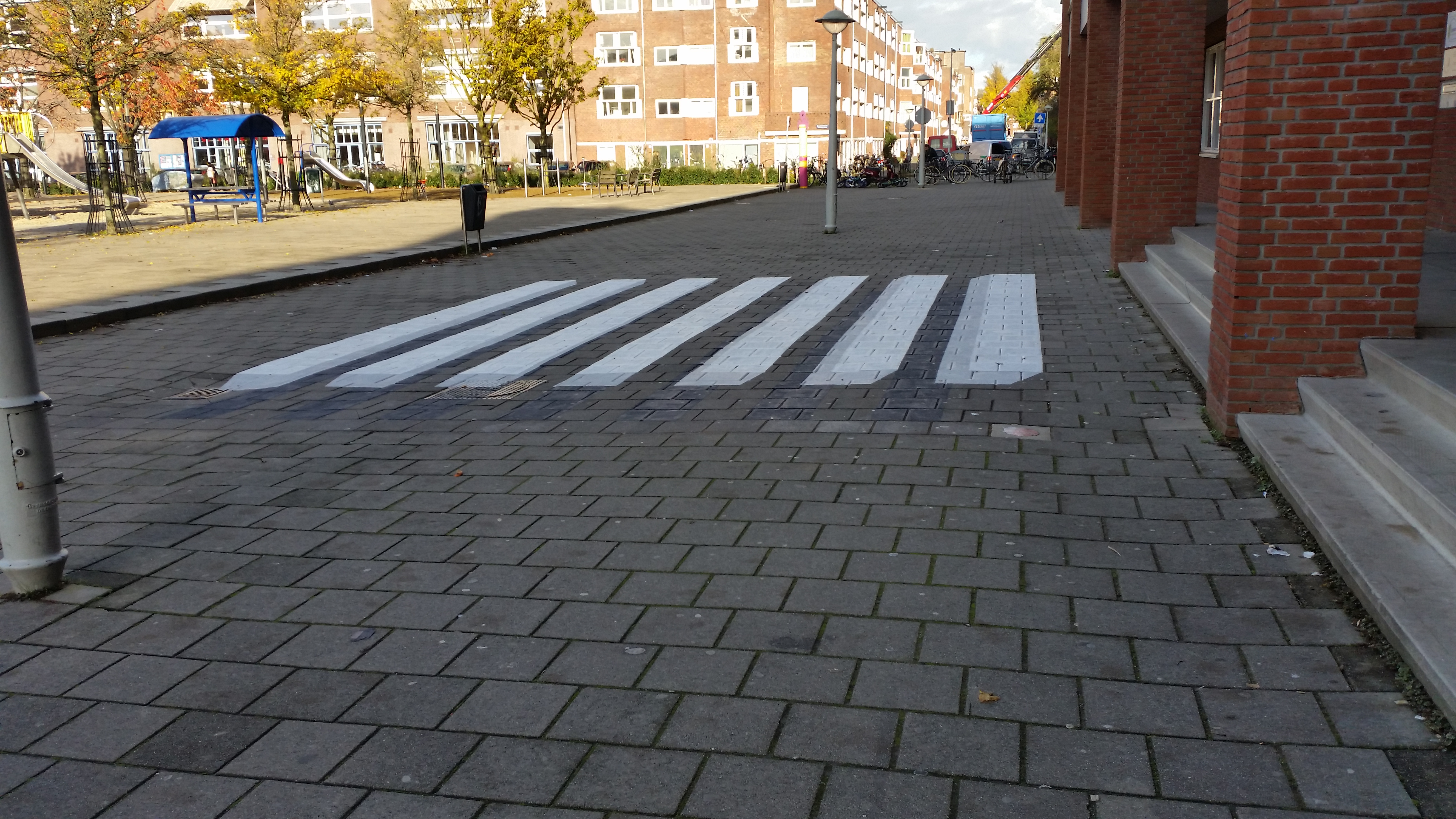
Het 3D-zebrapad aan het Balboaplein in Amsterdam

Een 3D-zebrapad is een zebrapad waarbij een optische illusie naderend verkeer tot voorzichtigheid wil aanmanen met het doel voetgangers veiliger te laten oversteken. Het is een vorm van toegepaste kunst.
Het bijzondere type zebrapad komt origineel uit India, maar werd verfijnd in Saoedi-Arabië en IJsland. Vanuit het zicht van verkeersdeelnemers lijkt het zebrapad uitgevoerd te zijn in drie dimensies. Ze doemen als blokken voor de verkeersdeelnemers op. De witte strepen van de kruising lijken boven de grond te zweven alsof ze een fysieke barrière waren. Hoewel bedoeld om de veiligheid van voetgangers op de kruisingen te verbeteren, zijn ze ook populair bij toeristen die graag gefotografeerd worden door ze te passeren, verschijnen om boven de grond te zweven. Al een aantal landen hebben geëxperimenteerd met "driedimensionale" zebrapaden.  Dergelijke overtochten kunnen worden gevonden in Australië, IJsland, Maleisië, India, Nieuw-Zeeland, de Verenigde Staten, België en Nederland.